# 光明区
光明區，原名光明新區，是中华人民共和国广东省深圳市西北部的一个市辖区、東接龙华区观澜街道，西接宝安区松岗街道，南接宝安区石岩街道，北接东莞市黄江镇，2007年由寶安區劃出成为功能区，2018年成为行政区，區人民政府駐广场路1号。
光明區是一個生態型高新技術產業新城，位於廣深港發展中軸，是廣深科技創新走廊的重要節點，也是粵港澳大灣區核心區域之一，擁有亞洲最大的養鴿基地、國內最大的鮮奶出口基地、廣東最大的西式肉製品生產基地。

## 歷史
光明區原屬广东省深圳市寶安區。其名字源自光明农场，1957年9月，广东省农垦局在宝安县公明区开设农场，取“光荣公明”寓意，定名光明农场。后“光明”一词沿用至今。
- 2007年5月31日，中共深圳市委、深圳市人民政府宣布：成立光明新区，管辖公明街道和光明街道。
- 2007年8月19日，光明新区正式揭牌运作。轄區總面積156.1平方公里，人口80餘萬。
- 2016年8月31日，光明新区原公明街道、光明街道二分为六，新设新湖、凤凰、玉塘、马田四个街道办事处[4]。
- 2017年4月25日，深圳市民政局工作人员表示，深圳将尽力推进光明新区转为行政区[5]。
- 2018年5月25日，中华人民共和国国务院批复同意设立行政区光明区[6]。同年9月19日正式挂牌[7]。

## 行政区划
光明新区成立时仅有两个街道，即公明街道和光明街道。现光明区有六个街道，分别是光明街道、公明街道、新湖街道、凤凰街道、玉塘街道和馬田街道。
| 深圳市行政区划图                                                                     |
| ------------------------------------------------------------------------------------ |
| 罗湖区 福田区 南山区 宝安区 龙岗区 盐田区 坪山区 龙华区 光明区 大鹏新区 （属龙岗区） |

## 人口

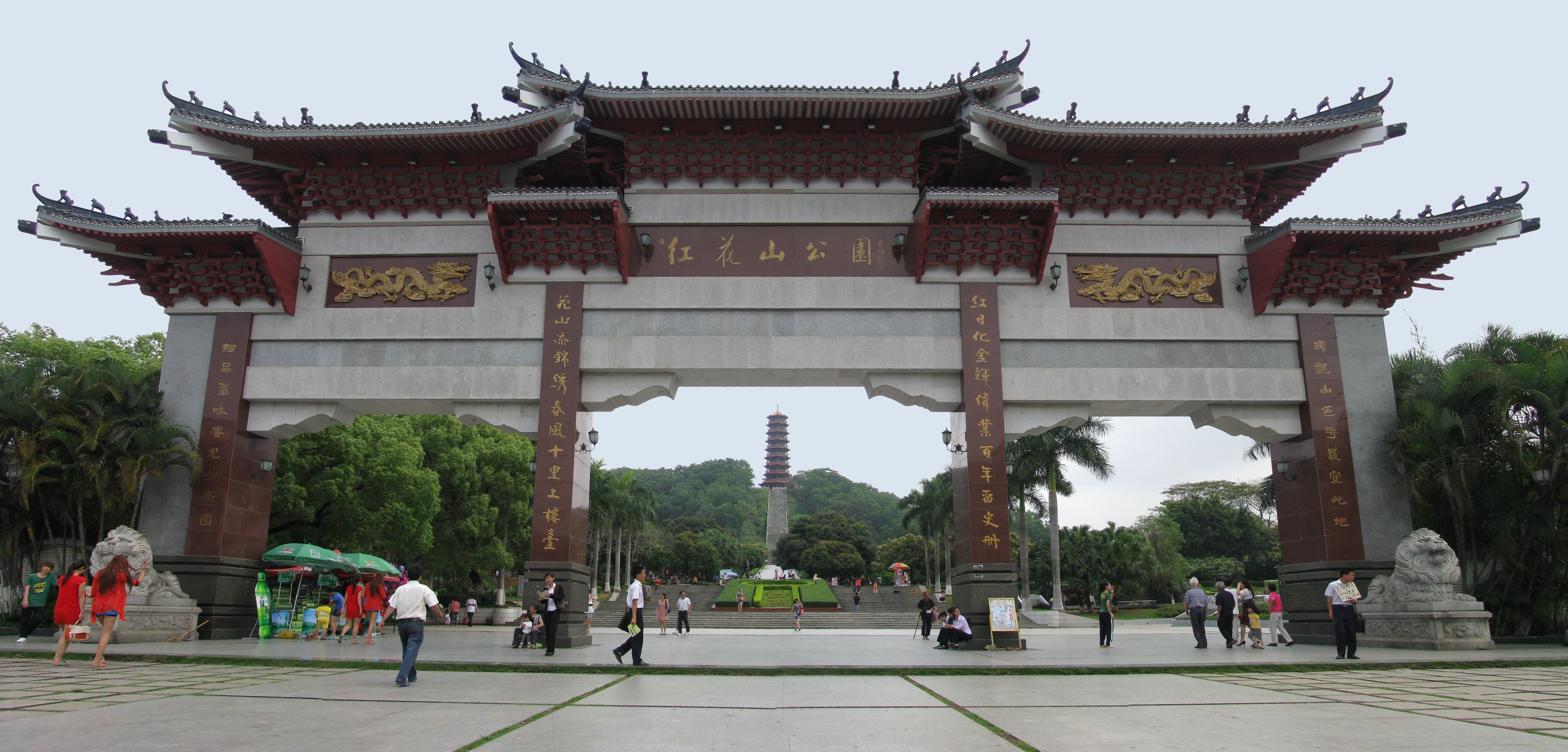
红花山公园

根據第七次全国人口普查數據，截至2020年11月1日零時，光明區常住人口為1095289人，比2010年增长127.75%。

## 交通

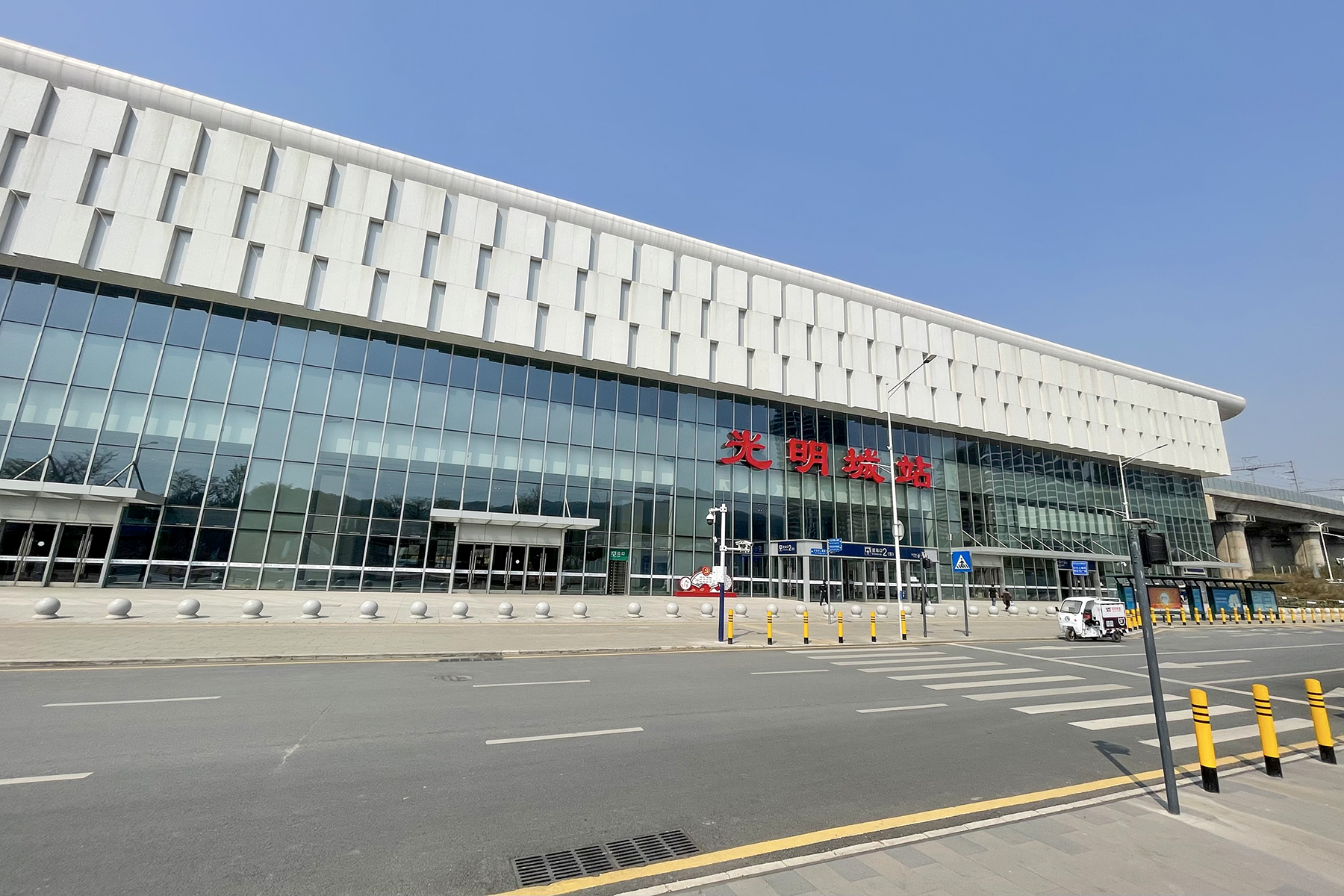
光明城站

### 鐵路
廣深港高速鐵路貫穿光明区，並設有光明城站。
深圳地铁█6号线在光明区設站，是光明区第一条地铁线路，有长圳站、凤凰城站、光明大街站、光明站、科学公园站、楼村站、红花山站、公明广场站、合水口站、薯田埔站。
█6号线支线是光明区的第二条地铁线路，有深理工站、中大站、圳美站、光明站，此线未来将延伸至光明城站，并预留远期与东莞轨道交通1号线直通运营的条件。
此外，途经光明区的深圳地铁█13号线正在建设中。

### 主要道路
- 龙大高速
- 南光高速
- 深圳外环高速
- 228国道（公常路/民生大道/集美路/振明路/松白路）
- 252县道（观光路/光侨路/光明大街/楼明路）
- 259县道（光侨路/光明大道）

## 著名景點

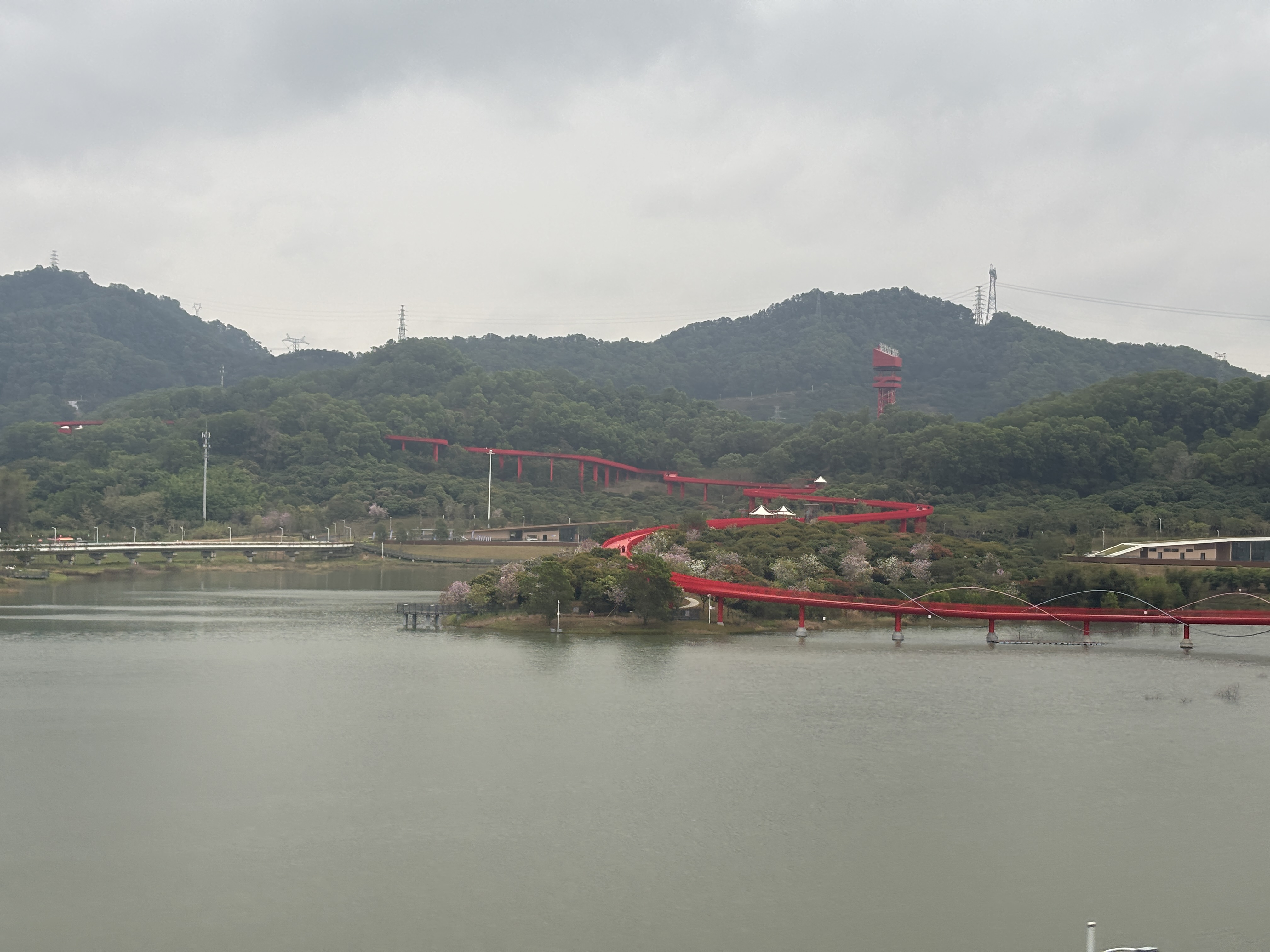
虹桥公园

- 紅花山公園
- 光明农场大观园
- 光明奶牛场
- 光明华侨畜牧场
- 光明小镇
- 光明滑草游乐园
- 喜德盛自行车博物馆

## 重大事件
2015年12月20日上午11時42分，光明新區鳳凰社區紅坳村，發生光明新区山体滑坡事故，寶泰園恆泰裕工業集團附近一堆土場出現塌方，導致煤氣站爆炸，33棟樓房倒塌或損毀，而在區內地底的中華電力天然氣管道亦被壓穿。